# Mieczysław Weinberg

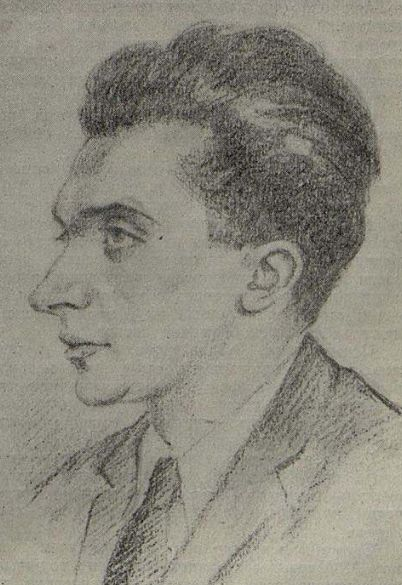
Mieczysław Weinberg, ca. 1949

Mieczysław Weinberg (auch Wajnberg und Moissei Vainberg; geb. 8. Dezember 1919 in Warschau, Polen; gest. 26. Februar 1996 in Moskau, Russische Föderation) war ein sowjetischer Komponist polnischer Herkunft.

## Leben
Weinberg kam als Sohn eines Musikers schon früh mit Musik in Berührung und begann bereits 1931 Klavier am Konservatorium der Musikakademie Warschau zu studieren. Beim deutschen Überfall auf Polen 1939 brach er sofort seine Studien ab und musste wegen seiner jüdischen Herkunft über Minsk und Taschkent nach Moskau flüchten, – seine Familie, die aus Kischinjow stammte, von wo aus sie 1903 wegen der dortigen Pogrome nach Polen geflohen war, wurde im Holocaust ermordet. Weinberg wurde in der Sowjetunion Moissei Samuilowitsch Wainberg genannt.
Zunächst ließ Weinberg sich in Minsk nieder und studierte dort Komposition bei Wassili Solotarjow. Wenige Tage, nachdem er 1941 seine Studien abgeschlossen hatte, musste er vor dem deutschen Angriff auf die Sowjetunion fliehen und reiste nach Taschkent, wo er an der Oper arbeitete. Dort heiratete er 1942 Natalja Wowsi-Michoels, Tochter des Schauspielers und Regisseurs Solomon Michoels. 1943 schickte Weinberg seine erste Sinfonie an Dmitri Schostakowitsch, der ihn daraufhin nach Moskau einlud. Noch im selben Jahr ließ sich Weinberg dort nieder und lebte bis zu seinem Tode in der russischen Hauptstadt als freischaffender Komponist. 1948 starb sein Schwiegervater Solomon Michoels bei einem angeblichen Autounfall, inszeniert von der Moskauer Geheimpolizei. Im selben Jahr wurde Weinberg als einer „von den ‚kleinen Schostakowitschen‘“ wegen formalistischer Tendenzen gerügt. 1953, kurz vor dem Tode Josef Stalins, wurde er – u. a. unter dem Vorwurf, die Errichtung einer jüdischen Republik auf der Krim propagiert zu haben – inhaftiert. Sein lebenslanger Freund und Mentor Schostakowitsch setzte sich daraufhin mit einem für die Zeit sehr mutigen Brief für ihn ein, seine Freilassung erfolgte letztlich jedoch aufgrund von Stalins Tod.
Die Oper Die Passagierin gilt als Hauptwerk von Mieczysław Weinberg. Es ist die Geschichte einer Auschwitz-Überlebenden, die „ihrer“ KZ-Aufseherin nach dem Krieg auf einem Ozeandampfer wiederbegegnet. Das 1968 fertiggestellte Werk des Komponisten wurde erstmals 2006 konzertant in Moskau uraufgeführt und erlebte 2010 – mit 42 Jahren Verspätung – seine szenische Weltpremiere als Oper bei den Bregenzer Festspielen.
Neben seiner kompositorischen Tätigkeit trat Weinberg auch als Pianist auf. Er komponierte zudem eine große Anzahl von Filmmusiken, darunter zu Michail Kalatosows Die Kraniche ziehen (1957), Sergei Urussewskis Abschied von Gulsary (1968), Fjodor Chitruks Die Ferien des Bonifazius (1965) und Winnie Pooh (1969) sowie Alows & Naumows Teheran 43 (1981).

## Stil
Bevor Weinberg ein Werk veröffentlichte, zeigte er es Schostakowitsch. Das galt auch umgekehrt. Es ist auch bekannt, dass sie sich gegenseitig zum Komponieren animierten; so lieferten sie sich einen kleinen privaten Wettbewerb um Streichquartette. Die gegenseitige Wertschätzung hat klare Spuren in den Werken beider Komponisten hinterlassen: „Schostakowitsch zum Beispiel kann man nicht verstehen, wenn man Weinberg nicht kennt – und umgekehrt“, sagt die Pianistin Elisaveta Blumina. Es wäre daher falsch, Weinberg als Schostakowitsch-Epigonen zu betrachten: So spielt z. B. das motorische Element bei ihm eine weniger bedeutende Rolle, wohingegen die melodische Komponente deutlich aufgewertet wird. Unverkennbar ist der Einfluss jüdischer Folklore, der sich aber anders als bei Schostakowitsch v. a. in charakteristischen Intervallschritten manifestiert. Die hohe strukturelle Bedeutung von Quarten und Quinten verweist dagegen eher auf Paul Hindemith. Allerdings ist teilweise auch ein Bezug seiner Musik zur Romantik zu erkennen; so zitiert er beispielsweise in seiner 21. Sinfonie „Kaddish“ das Thema der 1. Ballade in g-moll von Frédéric Chopin. Oft zeigt Weinbergs Musik einen eher gezügelten emotionalen Ausdruck, der manchmal beinahe klassizistisch anmutet. Weinbergs Werke sind meist großformatig angelegt; er konzentrierte sich auf Gattungen wie Symphonie und Sonate. Nach einigen recht modernen ersten Kompositionen (1. Streichquartett, 1. Klaviersonate) sind seine folgenden Werke (besonders um 1950) durch klare Tonalität gekennzeichnet. In späteren Werken weitet Weinberg das tonale Idiom beträchtlich aus und schreibt eine eher introvertierte, persönliche Musik. Viele seiner Werke setzen sich mit der Thematik des Krieges auseinander. Seine letzten Werke, besonders die Kammersinfonien, sind teilweise von ungewöhnlicher Heiterkeit erfüllt und kehren wieder zu eingängiger Melodik und klarer Tonalität zurück.

## Name
Die Schreibweise seines Namens variiert teilweise, CD-Einspielungen seiner Werke sind teilweise in ein und demselben Katalog an zwei verschiedenen Stellen zu finden: Unter »Weinberg« und »Vainberg«. Das liegt daran, dass sein Name, der in der ursprünglichen Schreibweise (»Weinberg«, polnisch »Wajnberg«) jüdisch-deutschen Ursprungs ist, in Russland zu »Вайнберг« transkribiert wurde. Die englische Rücktranskription, die für die ersten CD-Aufnahmen gemacht wurde, lautet entsprechend »Vainberg« oder sogar »Vaynberg«. Inzwischen scheint sich für die Wiedergabe mit lateinischen Buchstaben die Schreibweise »Weinberg« durchzusetzen.

## Internationale Mieczysław-Weinberg-Gesellschaft
Im Jahr 2015 gründete der Geiger Linus Roth gemeinsam mit dem Dirigenten Thomas Sanderling eine »Internationale Mieczysław-Weinberg-Gesellschaft«. Die Gesellschaft will dazu beitragen, dass Weinbergs Werk vermehrt aufgeführt und einer breiteren Öffentlichkeit bekannt wird. Zur Ehrenpräsidentin berufen wurde Irina Schostakowitsch, die Witwe von Dmitri Schostakowitsch.

## Werke

### Bühnenwerke
- Die Passagierin, Oper op. 97, Libretto von Alexander Medwedew nach dem Roman von Zofia Posmysz (1967/68)[9]
- Die Madonna und der Soldat, Oper op. 105, Libretto von Alexander Medwedew (1970)[10]
- Wir gratulieren, Oper op. 111, Libretto vom Komponisten nach dem Theaterstück Masel tov von Scholem Alejchem (1975)[11]
- Lady Magnesia, Oper op. 112, Libretto vom Komponisten nach dem Theaterstück Passion, Poison and Petrifaction von George Bernard Shaw (1975)[12]
- Das Porträt, Oper op. 128, Libretto von Alexander Medwedew und Anastasia Koschkina nach der Novelle Das Porträt von Nikolai Gogol (1980)[13]
- Der Idiot, Oper op. 144, Libretto von Alexander Medwedew nach Fjodor M. Dostojewski (1986–89).[14]

### Sinfonien
- Nr. 1 g-Moll op. 10 (1942)
- Nr. 2 op. 30 für Streichorchester (1946)
- Nr. 3 h-Moll op. 45 (1949/50, rev. 1959)
- Nr. 4 a-Moll op. 61 (1957, rev. 1961)
- Nr. 5 f-Moll op. 76 (1962)
- Nr. 6 a-Moll op. 79 für Knabenchor und Orchester (1962/63)
- Nr. 7 C-Dur op. 81 für Streichorchester und Cembalo (1964)
- Nr. 8 „Polnische Blumen“ op. 83 für Tenor, Sopran, Alt, Chor und Orchester (1964), nach Texten von Julian Tuwim
- Nr. 9 op. 93 für Erzähler, Chor und Orchester (1940–1967)
- Nr. 10 a-Moll op. 98 (1968)
- Nr. 11 „Festliche Symphonie“ op. 101 für Chor und Orchester (1969)
- Nr. 12 d-Moll op. 114 „Dem Gedenken an Dmitri Schostakowitsch“ (1975/76)
- Nr. 13 op. 115 (1976)
- Nr. 14 op. 117 (1977)
- Nr. 15 „Ich glaube an diese Erde“ op. 119 für Sopran, Bariton, Frauenchor und Orchester (1977)
- Nr. 16 op. 131 (1981)
- Nr. 17 op. 137 „Erinnerung“ (1984)
- Nr. 18 op. 138 „Krieg, kein Wort ist grausamer“ für Chor und Orchester (1986)
- Nr. 19 op. 142 „Der strahlende Mai“ (1986)
- Nr. 20 op. 150 (1988)
- Nr. 21 op. 152 „Kaddish“ (1992)
- Nr. 22 (unvollendet) op. 154 (1994); orchestriert von Kirill Umansky (* 1962)[15]

### Andere Orchesterwerke
- Sinfonietta Nr. 1 d-Moll op. 41 (1948)
- Sinfonietta Nr. 2 g-Moll op. 74 (1960)
- Kammersinfonie Nr. 1 op. 145 (1987)
- Kammersinfonie Nr. 2 op. 147 (1987)
- Kammersinfonie Nr. 3 op. 151 (1991)
- Kammersinfonie Nr. 4 op. 153 (1991)
- Rhapsodie über moldawische Themen, op. 47/1 (1949)
- Der goldene Schlüssel, Ballett op. 55 (1954/55, rev. 1961)
- Die weiße Chrysantheme, Ballett op. 64 (1958)
- Die Banner des Friedens, sinfonische Dichtung op. 143 (1986)

### Konzerte
- Violinkonzert g-Moll op. 67 (1959)
- Violoncellokonzert c-Moll op. 43 (1948)
- Flötenkonzert Nr. 1 d-Moll op. 75 (1961)
- Flötenkonzert Nr. 2 G-Dur op. 148 (1987)
- Klarinettenkonzert op. 104 (1970)
- Trompetenkonzert B-Dur op. 94 (1966/67)

### Vokalmusik
- zahlreiche Lieder

### Kammermusik
- 17 Streichquartette
- Klaviertrio a-Moll op. 24 (1945)
- Klavierquintett f-Moll op. 18 (1944)
- 5 Sonaten für Violine und Klavier
- 3 Sonaten für Violine solo
- 4 Sonaten für Viola solo
- 2 Sonaten für Violoncello und Klavier, op. 21 (1945), op. 63 (1959)
- 4 Sonaten für Violoncello solo, op. 72 (1960), op.  86 (1964), op. 106 (1971), op. 140 (1986)
- 24 Praeludien für Violoncello solo, op. 100 (1969)
- Sonate für Kontrabass solo op. 108 (1971)
- Sonate für Fagott solo op. 133 (1981)

### Klaviermusik
- Sonate Nr. 1 op. 5 (1940)
- Sonate Nr. 2 a-Moll op. 8 (1942)
- Sonate Nr. 3 gis-Moll op. 31 (1946)
- Sonate Nr. 4 h-Moll op. 56 (1955)
- Sonate Nr. 5 a-Moll op. 58 (1956)
- Sonate Nr. 6 d-Moll op. 73 (1960)
- kleinere Stücke (u. a. für Kinder)

### Filmmusik
- 1956: Die zwölf Monate (Двенадцать месяцев)
- 1957: Die Kraniche ziehen (Летят журавли)
- 1965: Die Ferien des Bonifazius (Каникулы Бонифация)
- 1969: Winni Puch (Винни-Пух)
- 1969: Abschied von Gulsary (Бег иноходца)
- 1977: Wie der dumme Iwanuschka das Wunder suchte (Как Иванушка-дурачок за чудом ходил)
- 1980: Die Nachtigall (Соловей)
- 1982: Die Prinzessin mit der Eselshaut (Ослиная шкура)

### Jüngere Einspielungen
- 2020: Konzert für Violine und Orchester in g-Moll, Gidon Kremer, Gewandhausorchester Leipzig unter Daniele Gatti, Accentus Music[16]
- 2019: Symphonien Nr. 2 & 21, City of Birmingham Orchestra unter Mirga Gražinytė-Tyla, Deutsche Grammophon[17]
- 2017: Flötenkonzert Nr. 2, Kathrin Christians, Württembergisches Kammerorchester Heilbronn unter Ruben Gazarian, Hänssler[18]
- 2017: Kammersymphonien Nr. 1–4, Klavierquintett op. 18 (arr. für Kammerorchester), Kremerata Baltica unter Gidon Kremer, ECM[19]
- 2016: Violinsonaten Nr. 1–3, Linus Roth, Challenge Classics[20]